# Psyllaephagus aligarhensis
Psyllaephagus aligarhensis är en stekelart som beskrevs av Shafee, Alam och Agarwal 1975. Psyllaephagus aligarhensis ingår i släktet Psyllaephagus och familjen sköldlussteklar. Inga underarter finns listade i Catalogue of Life.